# Monte Ceresa (Alpi Liguri)
Il monte Ceresa (913 m s.l.m.), un tempo anche chiamato "Bricco della Ceresa" , è una montagna delle Alpi Liguri (nella sezione alpina Alpi del Marguareis); si trova lungo il crinale che dal Passo del Ginestro corre in direzione sud verso Capo Mimosa, al confine tra la Provincia di Savona e la Provincia di Imperia.

## Descrizione

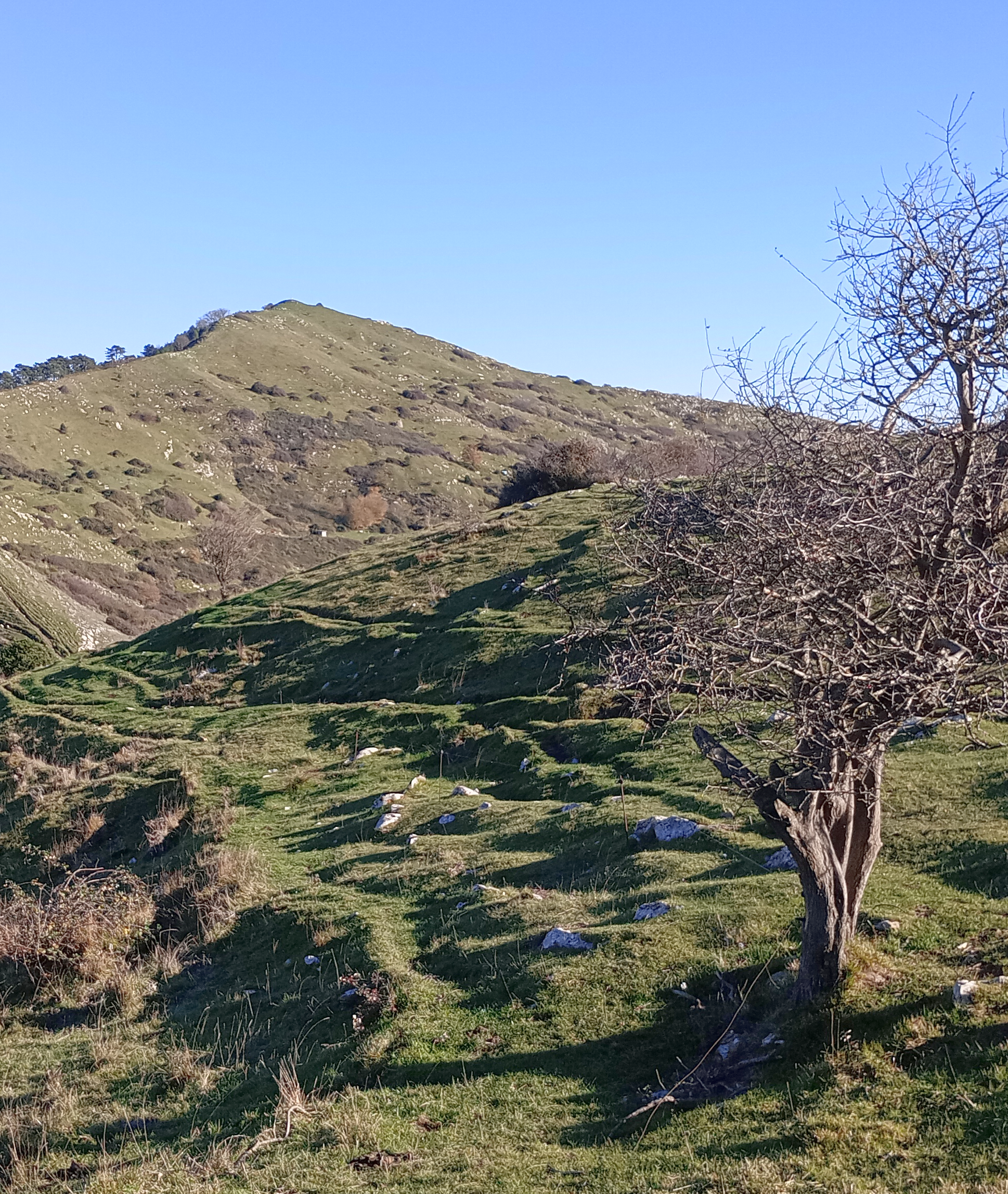
Vista da nord-ovest

La montagna è collocata alla convergenza tra le tra brevi vallate dei torrenti Merula, Cervo e San Pietro. Amministrativamente è al confine tra i territori comunali di Diano San Pietro (a sud, Provincia di Imperia) e quello di Stellanello (a nord, Provincia di Savona). Il crinale Merula/San Pietro la collega con il vicino Pizzo d'Evigno, dove si può arrivare una volta oltrepassato il valico della Colla (793 m). Poco sotto la cima del monte Ceresa, in direzione sud, si trova una caratteristica casella. Dalle sue pendici orientali nasce il torrente Cervo (o Steria). La prominenza topografica del monte è di 118 metri.

## Storia
La zona, ancora oggi utilizzata come pascolo per il bestiame, era in passato destinata alla fienagione; collegata alle attività agropastorali è la presenza di numerose caselle. 
Nel 1944, durante il periodo della Resistenza, i partigiani garibaldini allestirono sul monte Ceresa una postazione detta la "Volante".

## Geologia
Alla base del monte sono presenti rocce scistose policrome. Alcune cavità naturali, come il Pozzo del Monte Ceresa, situato sul versante meridionale della montagna.

## Accesso alla cima

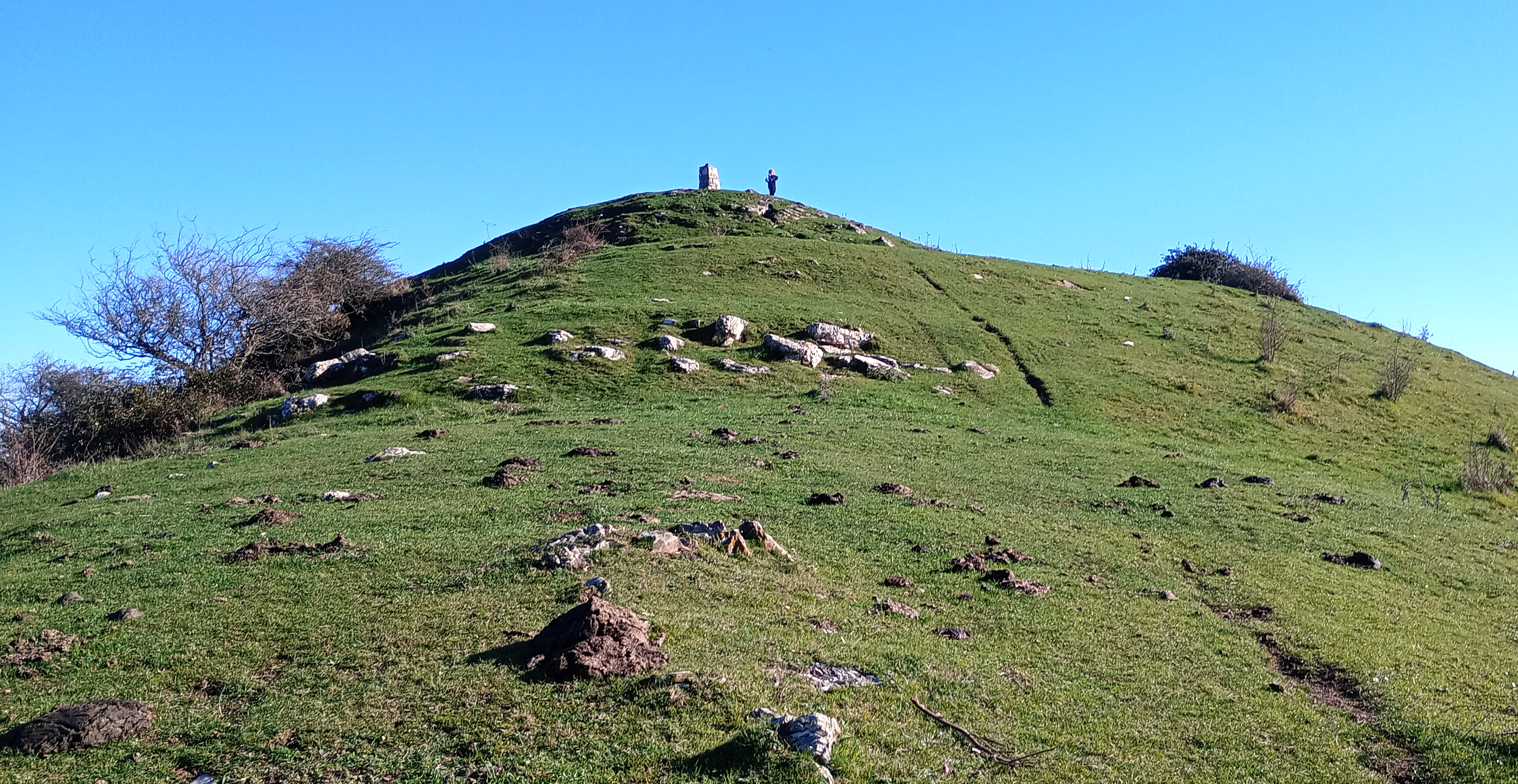
La zona sommitale

Si può salire al monte Ceresa seguendo il sentiero che, partendo dal Passo del Ginestro, si tiene nei pressi del crinale e scavalca il Pizzo Montin e il Pizzo d'Evigno. Si tratta di un percorso escursionistico di difficoltà E. Si può accedere, sempre con difficoltà E, anche partendo da Andora.

## Tutela naturalistica
Il monte fa parte del  sito di interesse comunitario istituito dalla Regione Liguria denominato Pizzo d'Evigno e designato anche come Zona Speciale di Conservazione.

## Bibliografia

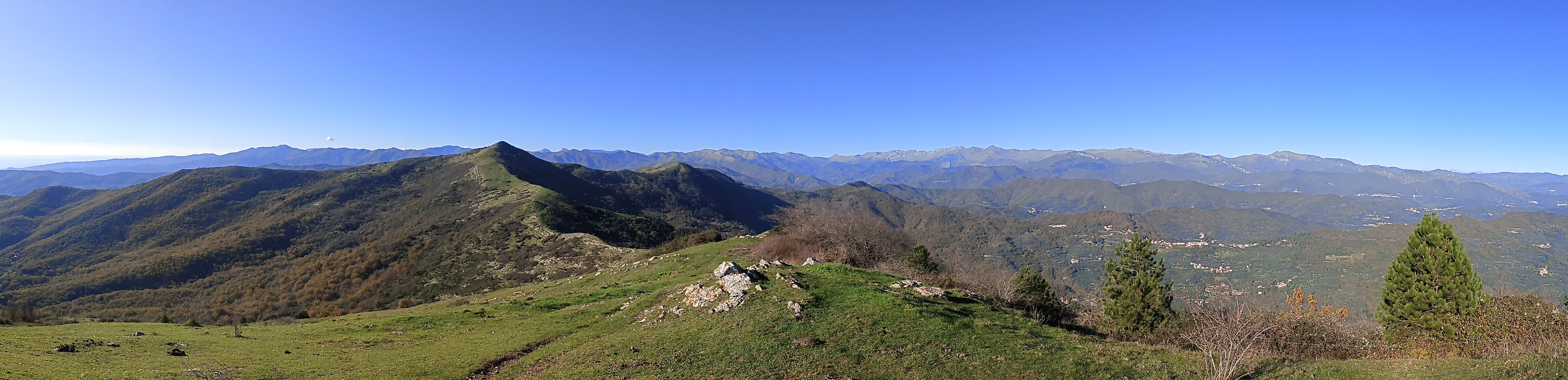
Vista dalla cima del monte, in primo piano il Pizzo d'Evigno